# 竹中省吾
竹中 省吾（たけなか しょうご、1942年8月2日 - 2006年12月3日）は、日本の裁判官。広島家庭裁判所所長、大阪高等裁判所部総括判事などを歴任した。住基ネット判決3日後の2006年12月3日、自宅にて死亡。遺書等は存在していなかったが警察は当初から「自殺」とみて捜査を行った。

## 略歴
- 中央大学卒業
- 1967年 司法試験合格
- 1970年 大阪地方裁判所判事補
- 1973年 新潟地方・家庭裁判所長岡支部判事補
- 1976年 盛岡地方・家庭裁判所一関支部判事補
- 1978年 神戸地方裁判所判事補
- 1980年 神戸地方裁判所判事
- 1981年 札幌地方・家庭裁判所岩見沢支部長
- 1984年 大阪地方裁判所判事
- 1987年 秋田地方・家庭裁判所判事
- 1990年 大阪地方裁判所判事
- 1991年 大阪地方裁判所判事部総括
- 1994年 神戸地方裁判所判事部総括
- 2000年 尼崎市大気汚染の訴訟に原告全面勝訴の判決
- 2001年 大阪高等裁判所判事
- 2001年 広島高等裁判所判事部総括
- 2003年 広島家庭裁判所所長
- 2004年 大阪高等裁判所判事部総括
- 2006年11月30日 住民基本台帳ネットワークシステムに違憲判決
- 2006年12月3日 自宅で自殺

## 住民基本台帳ネットワークシステム違憲判決
2006年11月30日、「住基ネットは個人情報保護対策に欠陥があり、拒否する人への運用はプライバシー権を著しく侵害し憲法13条に違反する」として箕面市、守口市、吹田市に原告の住民票コードの削除を命じる原告勝訴判決を言い渡した。
この判決にあたり、判決の期日は4回も延長されており、違憲判決を下すことは悩んだ末の決断だったのではないかとする見解がある。
死体はハンドバッグで首をつった状態で見つかった。